# Резана (денежная единица)

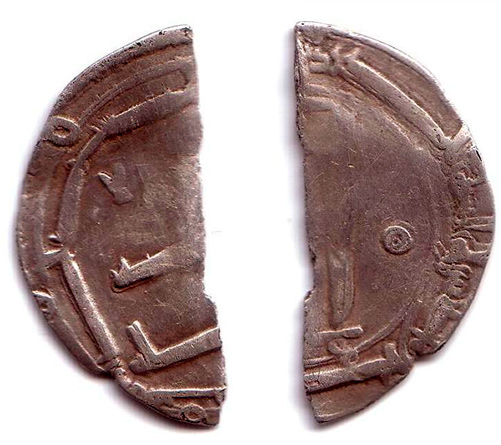
Резана из дирхема Аббасидского Халифата. Чеканен на м.д. Аббасия примерно в 770—790 гг. н. э.

Ре́зана (др.-рус. рѣзана) — денежная единица Киевской Руси и соседних народов. Резаной называли половину арабского дирхема, то есть 1 резана была равна примерно 1,48 грамм серебра 900-й пробы.
Название рѣзана происходит от глагола рѣзати и возникла на древнерусской почве. Когда название «куна» получил дирхем, который представлял собой эквивалент шкурки куницы, то эквивалент части (обрезка) куны назвали «резаной». В древнерусских кладах часто находят фрагменты дирхемов (1/2, 1/4 и др.). Фрагментирование дирхемов свидетельствует, что целая монета была слишком крупной для мелких торговых сделок.
В IX в. резана равнялась 1/50 гривны, в XII в. приравнилась уже к куне вследствие того, что куна стала вдвое более лёгкой и составляла не 1/25, а 1/50 гривны. Куна и резана существовали параллельно, но постепенно счёт на куны стал более употребительным. Резаны существовали примерно до XII века, когда окончательно иссяк поток серебряных дирхемов из мусульманских стран.
По мнению А. Назаренко существовало несколько разновидностей резан — 1 г, 1,35 г и 1,7 г серебра 900-й пробы. Но название вскоре закрепилось за первой из них, поскольку становила половину куны «Русской Правды». Вес этой резаны также совпадает со средним весом западноевропейского денария[уточнить].
Исследователь древнерусской денежной системы Валентин Янин отождествляет с резаной, ставшей в безмонетный период счётным понятием, самую раннюю, весом около 1,02 грамма, московскую денгу (московку) времен Дмитрия Донского (конец XIV века).